# Paul Sattelmacher
Paul Heinrich Sattelmacher (* 13. April 1879 in Barop; † 19. Juli 1947 im Speziallager Nr. 2 Buchenwald) war ein deutscher Richter, der von 1933 bis 1945 das Amt des Präsidenten am Oberlandesgericht Naumburg bekleidete.

## Leben
Sattelmacher beendete seine Schullaufbahn an einem Dortmunder Gymnasium mit dem Abitur. Danach absolvierte er ein Studium der Rechtswissenschaft an den Universitäten Bonn und Berlin. Er promovierte 1902 an der Universität Freiburg zum Dr. jur. 1906 bestand er das Große Juristische Staatsexamen. Anschließend war er Gerichtsassessor und ab März 1909 Landrichter in Halle (Saale). Sattelmacher nahm als Kriegsrichter am Ersten Weltkrieg teil und erhielt das Eiserne Kreuz II. und I. Klasse.
Nach Kriegsende wurde er im Juni 1919 in das Preußische Justizministerium berufen, wo er als Geheimer Justizrat und Vortragender Rat beschäftigt war. Er wurde 1920 zum Ministerialrat ernannt. Ab 1921 war er Mitglied und ab Oktober 1927 Vizepräsident des Juristischen Landesprüfungsamtes in Preußen.
Nach der Machtübergabe an die Nationalsozialisten wurde Sattelmacher Anfang Juni 1933 Präsident des Oberlandesgerichts Naumburg und bekleidete dieses Amt bis zum August 1945.
Er gehörte dem Reichskolonialbund, dem Reichsbund der Deutschen Beamten (1933), dem Bund Nationalsozialistischer Deutscher Juristen (1933) und der NSV (1934) an. Zudem war er Förderndes Mitglied der SS und ab Mitte September 1937 Mitglied der NSDAP. Ab 1940 war er Honorarprofessor an der Universität Halle, wo seine Schwerpunkte Zivilrecht und Gerichtspraxis waren. Nach Beginn des Zweiten Weltkrieges war er zudem Kriegsgerichtsrat und wurde mit dem Kriegsverdienstkreuz II. Klasse ausgezeichnet.
Nach Ende des Zweiten Weltkrieges wurde Sattelmacher in der Sowjetischen Besatzungszone am 25. August 1945 aus dem Amt des Präsidenten des Oberlandesgerichts Naumburg in den Ruhestand verabschiedet. Bereits am 28. August 1945 wurde er durch die Sowjetische Militäradministration in Deutschland (SMAD) verhaftet und in das Speziallager Buchenwald verbracht, wo er 1947 starb.

## Schriften
- Das Gerichtsvollzieherwesen in Preußen: Gesetzliche Bestimmungen und Verwaltungsverfügungen für die Gerichtsvollzieher und die Gerichtskassenvollzieher, R. von Decker’s Verl., Berlin 1930 bis 1933, Mehrteiliges Werk (J. B. Lentz. Unter Benutzg amtl. Materials zsgest. unter Mitw. von J. H. Schröder)
- Bericht, Gutachten und Urteil: Eine Anleitg f. prakt. Juristen im Vorbereitungsdienst, Berlin 1930 (bis 1980 in München als 28., neubearb. Aufl. d. 1884 von Hermann Daubenspeck begr., von d. 12. – 18. Aufl. von Paul Sattelmacher u. von d. 14. – 25. Aufl. von Paul Lüttig u. Gerhard Beyer bearb. Werkes)